# Thunderstruck (nummer)
"Thunderstruck" is een nummer van de Australische hardrockband AC/DC. Het is het eerste nummer op het twaalfde studioalbum The Razors Edge, uitgebracht op 24 september 1990. Op 10 september dat jaar werd het nummer wereldwijd op single uitgebracht.

## Achtergrond
"Thunderstruck" werd o.a. uitgegeven als single in Nederland, België, Verenigd Koninkrijk, Duitsland, Australië en Japan. De plaat werd een wereldwijde hit en behaalde in de VS de 5e positie in de Billboard Mainstream Rock Tracks. In Canada werd de 20e positie bereikt, thuisland Australië de 4e, Nieuw-Zeeland de 3e, Frankrijk de 45e, Zweden de 8e, Duitsland de 21e, Oostenrijk de 65e, Zwitserland de 22e, de Eurochart Hot 100 de 33e, Ierland de 5e en in het geboorteland van de AC/DC bandleden, het Verenigd Koninkrijk, werd de 13e positie behaald in de UK Singles Chart.
In Nederland werd de plaat in het najaar van 1990 veel gedraaid op Radio 3 en werd een hit in de destijds twee landelijke hitlijsten op de nationale publieke popzender. De plaat bereikte de 6e positie in de Nederlandse Top 40 en piekte op een 3e positie in de Nationale Top 100.
In België bereikte de plaat de 4e positie in zowel de voorloper van de Vlaamse Ultratop 50 als de Vlaamse Radio 2 Top 30. In Wallonië werd géén notering behaald.
Sinds de editie van december 2009 staat de plaat genoteerd in de jaarlijkse NPO Radio 2 Top 2000 van de Nederlandse publieke radiozender NPO Radio 2, met als hoogste notering tot nu toe een 13e positie in 2017 (jaar van overlijden Malcolm Young).

## Videoclip
De videoclip bij de single werd op 17 augustus 1990 opgenomen in de Londense Brixton Academy. Het publiek kreeg gratis T-shirts met de tekst AC/DC – I was Thunderstruck aan de voorkant en de datum op de achterkant. Alle figuranten droegen deze shirts gedurende de opnames van de videoclip. In Nederland werd de videoclip destijds op televisie (Nederland 2) uitgezonden door Veronica in de tv-versie van de Nederlandse Top 40 en het popprogramma Countdown en Popformule van de TROS.

## Titel
Lange tijd verklaarde Angus Young dat de titel voortkwam uit een bliksem die het vliegtuig raakte in een onweer maar in 2003 gaf hij toe dat hij eerder een titel wilde zoals eerdere nummers als "Highway to Hell" en "Powerage".

## Hitnoteringen

### NPO Radio 2 Top 2000
| Nummer met noteringen in de NPO Radio 2 Top 2000 | '09  | '10 | '11 | '12 | '13 | '14 | '15 | '16 | '17 | '18 | '19 | '20 | '21 | '22 | '23 | '24 |
| ------------------------------------------------ | ---- | --- | --- | --- | --- | --- | --- | --- | --- | --- | --- | --- | --- | --- | --- | --- |
| Thunderstruck                                    | 1086 | 882 | 61  | 48  | 54  | 24  | 27  | 21  | 13  | 19  | 20  | 24  | 31  | 28  | 28  | 30  |

1. ↑  Een vetgedrukt getal geeft de hoogste notering aan.
2. ↑  2009 was het eerste jaar met een notering voor dit nummer.

### JOE fm Hitarchief Top 2000
| "Thunderstruck" JOE fm Hitarchief Top 2000 | "Thunderstruck" JOE fm Hitarchief Top 2000 | "Thunderstruck" JOE fm Hitarchief Top 2000 | "Thunderstruck" JOE fm Hitarchief Top 2000 | "Thunderstruck" JOE fm Hitarchief Top 2000 | "Thunderstruck" JOE fm Hitarchief Top 2000 |
| Jaar                                       | 2009                                       | 2010                                       | 2011                                       | 2012                                       | 2013                                       |
| ------------------------------------------ | ------------------------------------------ | ------------------------------------------ | ------------------------------------------ | ------------------------------------------ | ------------------------------------------ |
| Positie                                    | 19                                         | 13                                         | 18                                         | 18                                         | 27                                         |